# William Osler Health Centre
Il William Osler Health Centre (Centro di cura William Osler) è uno delle più grandi aziende ospedaliere dell'Ontario in Canada.
Serve un'area di oltre 2400 km² tra cui Brampton e Etobicoke e fornisce servizi a oltre 900.000 residenti.
Con un gruppo di cura di oltre 900 medici, 4300 impiegati al personale e 1000 volontari, fornisce servizi attraverso 2 strutture ospedaliere mentre combatte per fornire un unico standard di cure.
ha un budget annuale operativo di quasi 500 milioni di dollari canadesi. L'ospedale prende il nome dal medico canadese Dott. William Osler, una delle più influenti figure della storia della medicina moderna.